# Gergő Oláh (Sänger)

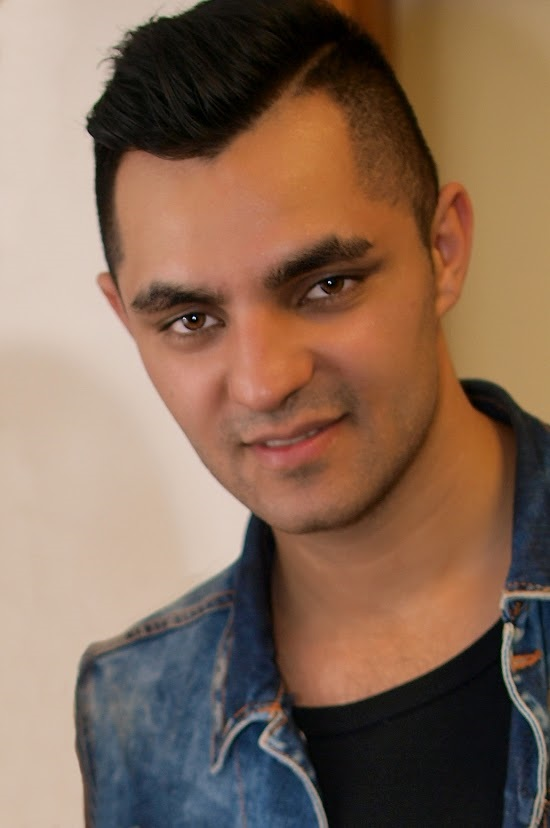
Gergő Oláh (2014)

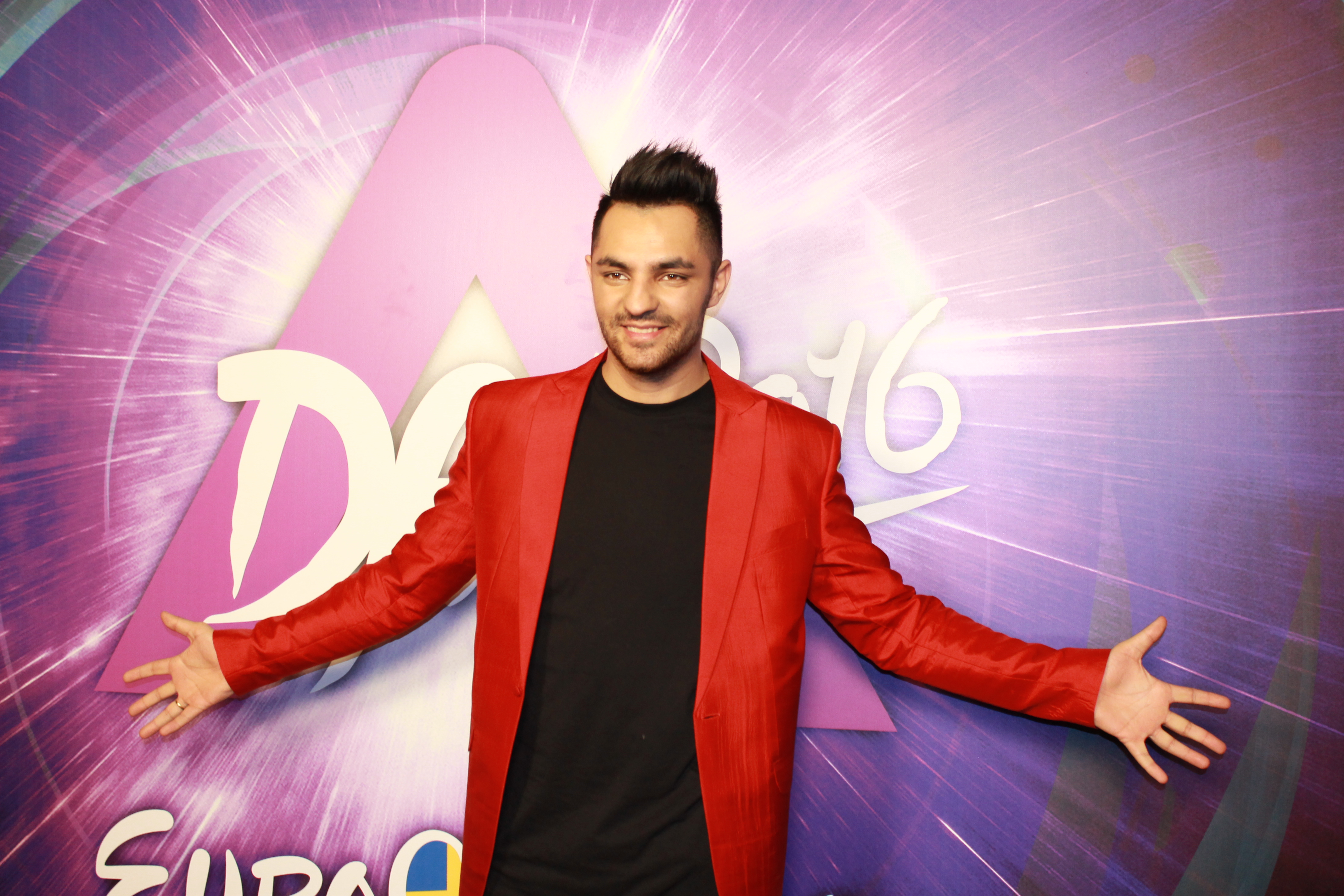
Beim A Dal 2016

Gergő Oláh (* 24. November 1988 in Salgótarján) ist ein Roma-ungarischer Sänger.

## Karriere
Oláhs Karriere begann 2012, als er an der dritten Staffel von X-Faktor, der ungarischen Version der Castingshow The X Factor, teilnahm. Hierbei gelang es ihm jede der elf Liveshows mit deutlichem Abstand zu gewinnen, sodass er am Ende als Sieger hervorging.
2015 nahm er am A Dal teil, dem ungarischen Vorentscheid zum Eurovision Song Contest. In der Vorrunde konnte er sich mit dem Lied A tükör előtt den 2. Platz sichern, bevor er im Halbfinale ausschied. Daraufhin wiederholte er seine Teilnahme im Jahr 2016, diesmal mit dem Lied Győz a jó. Erneut konnte er in der Vorrunde den zweiten Platz verbuchen. Diesen wiederholte er daraufhin im Halbfinale. Im Finale gelang ihm der Sprung ins Superfinale, wo er Freddie unterlag. Auch im Jahr darauf nahm er wieder am A Dal teil, diesmal jedoch als Teil der Band Roma Soul mit dem Lied Nyitva a ház. Die Gruppe konnte sich in der Vorrunde auf einem geteilten ersten Platz fürs Halbfinale qualifizieren, wo sie dann aber auf Platz fünf ausschied.
2016 wurde er mit dem Szikra-díj ausgezeichnet, einem Musikpreis für christliche Musik.

## Privates
Oláh ist verheiratet und hat einen Sohn und eine Tochter. Seine Cousine 2. Grades ist die Sängerin Gigi Radics (* 1996), die ebenfalls häufig am A Dal teilnimmt.

## Diskographie
Alben
- 2012: Az első X
- 2014: Érted élek

Singles
- 2013: Törj Ki a csendből
- 2013: Érted élek
- 2014: Leszek a dal (zusammen mit Dóra Danics, Csaba Vastag und Tibor Kocsis)
- 2014: A tükör előtt
- 2016: Győz a jó
- 2017: Nyitva a ház (zusammen als Roma Soul)